# Франческо Пацці
Франческо Пацці (італ. Francesco Pazzi; 28 січня 1444, Флоренція — 26 квітня 1478 , Флоренція) — дворянин з знатного флорентійського роду Пацці, який прославився завдяки змови проти Лоренцо Прекрасного. Племінник Якопо Пацці, одного із змовників.